# Bitwa pod Młynowem

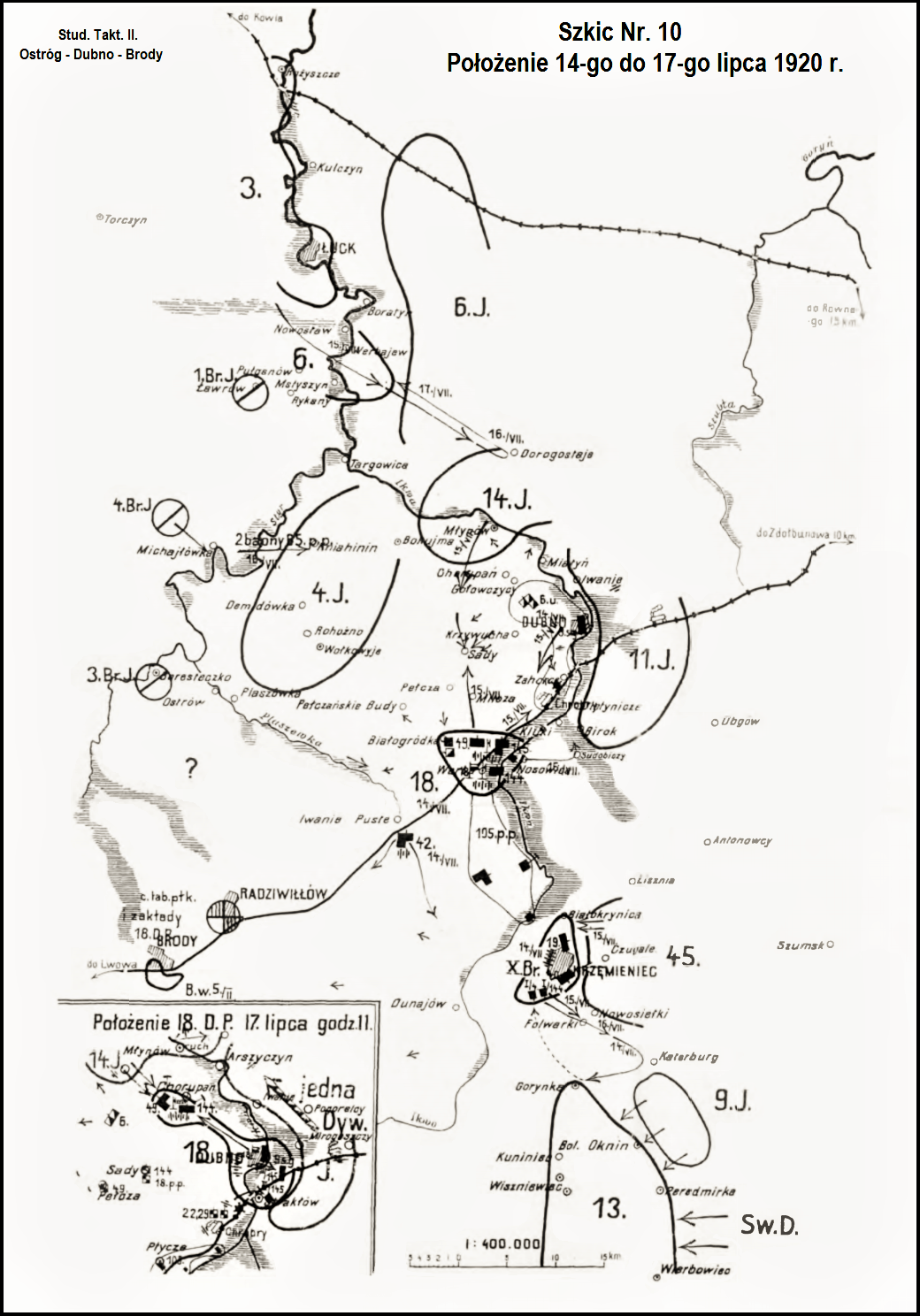
Franciszek Arciszewski, Ostróg – Dubno – Brody. Walki 18 Dywizji Piechoty z konną armją Budiennego

Bitwa pod Młynowem – walki polskiej 6 Dywizji Piechoty gen. Jana Romera z oddziałami sowieckiej 6 Dywizji Kawalerii Siemiona Timoszenki i  14 Dywizji Kawalerii Aleksandra Parchomienki ze składu 1 Armii Konnej Siemiona Budionnego toczone w okresie ofensywy Frontu Południowo-Zachodniego w czasie wojny polsko-bolszewickiej.

## Sytuacja ogólna
26 maja na Ukrainie wojska sowieckiego Frontu Południowo-Zachodniego przeszły do ofensywy, a już 5 czerwca trzy dywizje sowieckiej 1 Armii Konnej Siemiona Budionnego przełamały trwale polski front pod Samhorodkiem na odcinku obrony grupy gen. Jana Sawickiego. 10 czerwca odwrót spod Kijowa w kierunku na Korosteń rozpoczęła polska 3 Armia. W ostatnich dniach czerwca poszczególne związki operacyjne Frontu Ukraińskiego, dowodzonego już przez gen. Edwarda Rydza-Śmigłego, ugrupowane były w następujący sposób: Armia Ukraińska gen. Michajła Omelianowicza-Pawlenki skupiona była nad Dniestrem, w kierunku granicy z Rumunią, 6 Armia gen. Wacława Iwaszkiewicza-Rudoszańskiego zajmowała odcinek frontu Dniestr–Chmielnik–Lubar, nowo sformowana 2 Armia gen. Kazimierza Raszewskiego znajdowała się na linii rzek Słucz i Horyń, a 3 Armia gen. Edwarda Rydza-Śmigłego rozlokowana była nad Uborcią.
4 lipca oddziały sowieckiej 14 Armii przełamały polską obronę pod Barem i wyszły na tyły 6 Armii. Celem zamknięcia luki i przywrócenia łączności pomiędzy dwoma polskimi armiami, została zorganizowana i skierowana nad Horyń Grupa gen. Franciszka Krajowskiego. 9 lipca Grupa osiągnęła rejon Obgowa, skąd planowano uderzenie na Dubno. Około południa 11 lipca nadszedł rozkaz uderzenia na sowiecką 11 Dywizję Kawalerii, stojącą na wschód od Dubna. Wcześniej gen. Franciszek Krajowski miał rozbić oddziały sowieckiej 45 Dywizji Strzelców, stojące pod Krzemieńcem, a następnie odzyskać Dubno i obsadzić Ikwę na odcinku Dubno – Krzemieniec.

## Walki pod Młynowem
W czasie, kiedy 18 Dywizja Piechoty gen. Franciszka Krajowskiego rozpoczęła walki o Dubno i Chorupań, rozmieszczona w okolicach Łucka 6 Dywizja Piechoty gen. Jana Romera otrzymała rozkaz sformowania silnej grupy wypadowej, uderzenia nią wzdłuż wschodniego brzegu Styru i opanowania Młynowa. W ten sposób nawiązana zostałaby łączność taktyczna pomiędzy 6 Armią a 2 Armią.
15 lipca wyruszyła do działań grupa uderzeniowa w składzie: 20 pułk piechoty, I i II batalion 12 pułku piechoty, I i III batalion 65 pułku piechoty, I batalion 4 pułku strzelców podhalańskich i dwie baterie 6 pułku artylerii polowej. Łącznie grupa liczyła około 2400 żołnierzy, 8 dział i 42 ckm-y. Lewą kolumnę stanowiły pododdziały 12. i 20 pp, a prawą bataliony 65 pp i batalion 4 pspodh. Ta ostatnia ubezpieczała w kierunku na Krupy, Jarosławicze, Adamówka.
Grupa bez większych trudności pobiła słabą obsadę sowiecką, rozmieszczoną tuż pod samym przyczółkiem łuckim. Późną nocą prawa kolumna osiągnęła wieś Kolonia Radecka. Tu odpoczywała, by rano rozpocząć dalszy marsz w kierunku na Adamówkę. Jej ubezpieczenie stanowiła 9 kompania ppor. Artura Gudery.
Do pierwszego większego starcia kolumny lewej (głównej) doszło 16 lipca na południowym skraju lasów dorohostajskich.
Pododdziały 12. i 26 pułku piechoty starły się z oddziałami 14. i 6 Dywizji Kawalerii. W walce obie strony poniosły duże straty, a Polakom nie udało się przełamać obrony przeciwnika. W tym czasie bataliony 65 pułku piechoty i batalion 4 pspodh stoczyły swój zwycięski bój pod Malewanką. I/65 pułku piechoty rozwinął swoją 1 kompanię w Malewance, a III batalion pozostawał w odwodzie. Wieczorem Sowieci obeszli prawe skrzydło I/65 pp lasem. Wywiązała się uporczywa walka ogniowa. Po stronie sowieckiej ogień otworzyła też artyleria konna. Na zagrożone skrzydło przegrupowana została początkowo 10 kompania por. Dubickiego, a następnie pozostałe dwie kompanie  III/65 pp, które kontratakując odrzuciły czerwonoarmistów.
W związku z twardą obroną przeciwnika i rozmieszczeniem w obszarze działania grupy wypadowej gotowej do użycia sowieckiej 4 Dywizji Kawalerii, dowódca grupy zdecydował się na odwrót.
By uniknąć walk z oddziałami Budionnego, kolumna maszerowała nie bezpośrednio na Łuck, a drogą na Nowostaw – Boratyń. 17 lipca dotarła do Styru i saperzy rozpoczęli budowę przeprawy przez rzekę.
Około 10.00 elementy rozpoznawcze 6 Dywizji Kawalerii odnalazły przeprawę, a sowiecka artyleria ostrzelała znajdujące się na wschodnim brzegu polskie oddziały. Równocześnie spieszone szwadrony, wzmocnione karabinami maszynowymi, uderzyły na przeprawę. Natarcie zostało odrzucone i Sowieci nie atakowali już więcej polskich pozycji, oczekując na przybycie głównych sił dywizji. Późnym południem Polacy przeprawili się przez Styr całością sił i ruszyli wzdłuż zachodniego brzegu na Łuck.

## Bilans walk
Grupa taktyczna 6 Dywizji Piechoty nie wykonała swojego zadania i nie odciążyła Grupy gen. Franciszka Krajowskiego walczącej pod Dubnem i Chorupaniem. Poniosła przy tym duże straty w ludziach i sprzęcie.